# Balbidocolon atlanticum
Balbidocolon atlanticum är en kräftdjursart som beskrevs av Robert Raymond Hessler 1970. Balbidocolon atlanticum ingår i släktet Balbidocolon och familjen Desmosomatidae. Inga underarter finns listade i Catalogue of Life.